# ULTIMATE SACRIFICE
『ULTIMATE SACRIFICE』（アルティメット・サクリファイス）は、GALNERYUS11枚目のオリジナル・アルバム。

## 概要
前作『UNDER THE FORCE OF COURAGE』以来2年1ヵ月ぶり、ワーナーミュージック・ジャパン移籍・ドラマーのFUMIYAの加入後では初の作品。
前作に引き続きコンセプト・アルバムであり、ストーリーも前作の続編であるが、これはSYUが前作の制作時から決めていたという。また、ブックレットとは別に小説も制作された。
制作に関しては、ストーリーの流れを念頭に置いて曲を書き、更に同時進行で、付属の小説の物語も書いていたという。
SYUの要望でジャケットデザインは髙橋ツトムが手掛けた。

## 記録
初週で5,095枚を売り上げ、オリコン週間アルバムチャートで13位を獲得し、『THE IRONHEARTED FLAG Vol.1: REGENERATION SIDE』で記録した15位から自己最高位を更新した。

## 収録曲
| #         | タイトル | 作詞                                                | 作曲      | 時間  |
| --------- | --- | --------------------------------------------------- | --------- | ----- |
| 1.        | 「ENTER THE NEW AGE」 | TAKA                                                | SYU       | 3:00  |
| 2.        | 「HEAVENLY PUNISHMENT」 | SYU                                                 | SYU       | 5:56  |
| 3.        | 「WINGS OF JUSTICE」 | SYU                                                 | SYU       | 5:49  |
| 4.        | 「THE SHADOW WITHIN」 | SYU                                                 | SYU       | 5:46  |
| 5.        | 「WITH SYMPATHY」 | SHO、TAKA                                           | YUHKI     | 6:10  |
| 6.        | 「WHEREVER YOU ARE」 | SYU                                                 | SYU       | 6:36  |
| 7.        | 「RISING INFURIATION」 | SHO、TAKA                                           | YUHKI     | 8:08  |
| 8.        | 「BRUTAL SPIRAL OF EMOTIONS - Ⅰ.Blinded By Anger - Ⅱ.Burning Within - Ⅲ.Soul Carried By The Wind 」                                                     | SYU                                                 | SYU       | 11:29 |
| 9.        | 「ULTIMATE SACRIFICE - Ⅰ.Wishing To Liberate - Ⅱ.The Battle In Desperation - Ⅲ.The Reality In The End - Ⅳ.Phantasmagoria - Ⅴ.The Living And The Dead 」 | SYU、TAKA - SYU - TAKA - SYU - SYU - (instrumental) | SYU       | 12:23 |
| 合計時間: | 合計時間: | 合計時間:                                           | 合計時間: | 65:17 |

### 曲解説
1. ENTER THE NEW AGE
2. HEAVENLY PUNISHMENT
SYU曰く「天罰」[11]。
前作の主人公の両親が殺され、その怒りがSHOのハイトーンに込められている、との事[15]。また、メロディにも主人公の怒りや悲しみが強く反映させた、との事[11]。
3. WINGS OF JUSTICE
SYU曰く、前曲からのメロスピが続く流れは「ガルネリの戦法」[15]。「GALNERYUSといえばこれだ！」という「良い意味での金太郎飴感」を出したかったという。
また、ドラマーがFUMIYAに変わっても「いつものGALNERYUSだよ！」という安心感と、「FUMIYAの要素もいろいろ入ってるよ！」という新たな驚きも共存させたかったとの事[11]。
歌詞はSYUが「こんな人になりたかったという気持ちで書いた自分が思うヒーロー像」であり、「息子は実は父親よりも才能があった」というもの[15]。
4. THE SHADOW WITHIN
「新総統の過去」がテーマ。SYU曰く「大いなる敵で憎むべき存在なんですが、この人も奴隷制度でひどい目に遭い、家族がみな殺しにされているんです。新総統だけ息を吹き返し怒りや復讐心が決意を固める曲ですが、ただおどろおどろしいのではなく同情も感じる事もできる曲調」との事[15]。
5. WITH SYMPATHY
歌詞はSYU曰く「自治区の戦士なるキャラが登場するんですが、同じ国の民なのに自治区を形成してるって事は自国に対して反感を持ってるわけです。なので本来は主人公と手を取り合う事は難しい相手なんだけど、衝突を繰り返すうちに仲良くなって絆を深めていく」との事[15]。また、作詞はSHOとTAKAによるもので、SYUが大枠で「こういう感じの曲にしてほしい」とお願いし、作曲を務めたYUHKIに対してはSYU自身が「(YUHKI氏の曲は)自由度の高いものでないといけないと思っている」ので、まずは丸投げしてみて、どんなものができあがるかを待って、そのあと何回かディスカッションを通して完成させたという[11]。
6. WHEREVER YOU ARE
SYU曰く「80～90年代のメロハーを意識した曲」[11]。
歌詞も「ロマンス」であり、「メロディもギターソロもベタ、往年のメロディックハードロックの要素もありつつ、日本人の古き良きワビサビもある曲にしたかった」との事[15]。
「ULTIMATE SACRIFICE」のMVの収録があったときに本曲を流していたら、出演者に「このメロディが一番好きです」と言ってもらえたというエピソードがある[11][16]。
7. RISING INFURIATION
本作の中で一番苦労した曲として、SYUとYUHKIが本曲を挙げた[15]。
8. BRUTAL SPIRAL OF EMOTIONS
10分超えの大作で、3つのパートに分かれた組曲である。SYU曰く本曲は前半は"怒り"セクション、後半は"バラード"セクションで構成されており[16]、「チャプター1はファイナルファンタジーやドラゴンクエストのバトルシーンのメタルバージョンとして聴いてもらえると楽しいかな。戦闘シーンの音楽をメタルでちゃんとやるとこうなるみたいな」との事[15]。
また、大作という事もあって、制作には相当な時間をかけたという。SYU曰く「1曲のために、昼の1時に集合して朝5時までかかる、とか、そんなことを何回も繰り返した感じ」との事[16]。マスタリングも、前半と後半で大きくマスタリングの仕方を変えてもらわなければならなかったので、相当時間がかかったという[16]。
9. ULTIMATE SACRIFICE
本作の表題曲。前曲と同じく10分超えの大作で、5つのパートに分かれた組曲である。
SYU曰く「怒りも絶望も悲しみもまとった感情が交錯する曲で、昭和歌謡のワビサビ感とかメロスピの泣き等、自分達の好きな事を全部詰め込んだ曲」[15]。また、「泣きメロ」を最大限追求した曲でもあるとの事[17][注 4]。
MVも制作されたが、SYU曰く「フルではさすがに無理で、掻い摘んでというわけにもいかない」ということで、キーボード～ギターソロ前までの尺で作られた[16][注 5]。